# Jutaka Ikeuči
Jutaka Ikeuči (japonsko 池内 豊), japonski nogometaš, * 25. avgust 1961.
Za japonsko reprezentanco je odigral 8 uradnih tekem.